# Birgitta Lundberg
Inger Birgitta Lundberg, född 28 maj 1938 Älvsbyn, Norrbottens län, är en svensk målare, tecknare och skulptör.
Lundberg studerade vid Gerlesborgsskolan i Bohusläns samt vid Konstfackskolan i Stockholm. Bland hennes offentliga arbeten märks en skulptur till Nobel i Bofors, en skulptur till Apolloteatern i Täby samt en fontän och tre skulpturer till Riad i Saudi Arabien. 
Hennes konst består av surrealistiska och realistiska  bilder i akvarell och blyertsteckningar samt skulpturer i lera.
Hon är representerad vid Värmlands museum, Arbetsmarknadsstyrelsen, Örebro läns landsting samt Karlskoga och Täby kommuner. Vid sidan av sitt eget skapande har hon arbetat som bildlärare och kursledare i keramik.
Hon är dotter till signalförman John Hjalmar Lundberg och Edla Nyberg.